# Раул Русеску
Раул Русеску (рум. Raul Rusescu, нар. 9 липня 1988, Римніку-Вилча) — румунський футболіст, нападник клубу «Стяуа» та національної збірної Румунії.

## Клубна кар'єра
У дорослому футболі дебютував 2004 року виступами за «Римніку-Вилча» з свого рідного міста, в якому провів один сезон.
Влітку 2005 року форвард перейшов в клуб «Уніря» (Урзічені). У сезоні 2005/06, за підсумками якого «Уніря» вийшла до елітного дивізіону, Русеску виходив на поле достатньо ріжко, зігравши лише у дев'яти матчах чемпіонату. З виходом до Ліги І шансів на постійну ігрову практику у Раула стало ще менше, через що наступні два сезони футболіст продовжив грати у Лізі ІІ за клуби «Дунеря» (Джурджу) та «Отопень», де був основним гравцем.
Влітку 2008 року повернувся до «Унірі» (Урзічень), за яку і дебютував в Лізі І та в першому ж сезоні виборов титул чемпіона Румунії. 29 вересня 2009 року нападник вперше в кар'єрі зіграв в Лізі чемпіонів (в матчі групового етапу проти «Штутгарта»). В подальшому Раул продовжив залишатись основним гравцем команди і виступав за неї до кінця сезону 2010/11, поки команда не вилетіла з вищого дивізіону.
Своєю грою за останню команду привернув увагу представників тренерського штабу клубу «Стяуа», до складу якого приєднався влітку 2011 року. Вперше зіграв за новий клуб 17 липня 2011 року в матчі Суперкубка Румунії проти «Оцелула» (0:1).
У другому турі чемпіонату країни форвард забив перший гол за столичний клуб в ворота Крістіана Хейсана з «Міовені» з передачі Міхая Кості (4:0).
За підсумками 2012 року Раул Русеску був визнаний футболістом року в Румунії. Цим він привернув увагу багатьох європейських клубів, і влітку 2013 року, після того як Русеску став найкращим бомбардиром Ліги І з 21 голом і допоміг «Стяуа» виграти чемпіонство, іспанська «Севілья» уклала з нападником контракт на п'ять років з відступними в розмірі 40 мільйонів євро. Проте закріпитись в Іспанії Русеску не зумів, зігравши до кінця роки лише один матч в чемпіонаті, через що на початку 2014 року був відданий в оренду в португальську «Брагу». Там Русескузабив 6 голів у 10 матчах, в тому числі три м'ячі у чемпіонаті, два голи у національному кубку та один в кубку португальської ліги.
1 вересня 2014 року, всього через рік після того, як Русеску був проданий зі «Стяуа», футболіст повернувся до бухарестського клубу на правах оренди на один сезон. Наразі встиг відіграти за бухарестську команду 4 матчі в національному чемпіонаті.

## Виступи за збірні
Протягом 2009–2010 років залучався до складу молодіжної збірної Румунії. На молодіжному рівні зіграв у 6 офіційних матчах, забив 2 голи.
11 вересня 2012 року дебютував в офіційних іграх у складі національної збірної Румунії в відбірковому матчі до чемпіонату світу 2014 року проти збірної Андорри, замінивши в другому таймі зустрічі Чипріана Маріку. Наразі провів у формі головної команди країни 7 матчів, забивши 1 гол.
11 жовтня 2014 року забив свій перший гол за збірну у матчі відбору на Євро-2016 проти збірної Угорщини, який допоміг румунам здобути нічию у матчі (1:1).

## Титули і досягнення

### Командні
- Чемпіон Румунії (3):

«Уніря» (Урзічень): 2008-09
«Стяуа»: 2012-13, 2014-15
- Володар Кубка Румунії (1):

«Стяуа»: 2014-15
- Володар Кубка румунської ліги (1):

«Стяуа»: 2014-15

### Особисті
- Футболіст року в Румунії: 2012
- Найкращий бомбардир чемпіонату Румунії: 2012-13 (21 гол)